# Dunkirkmax

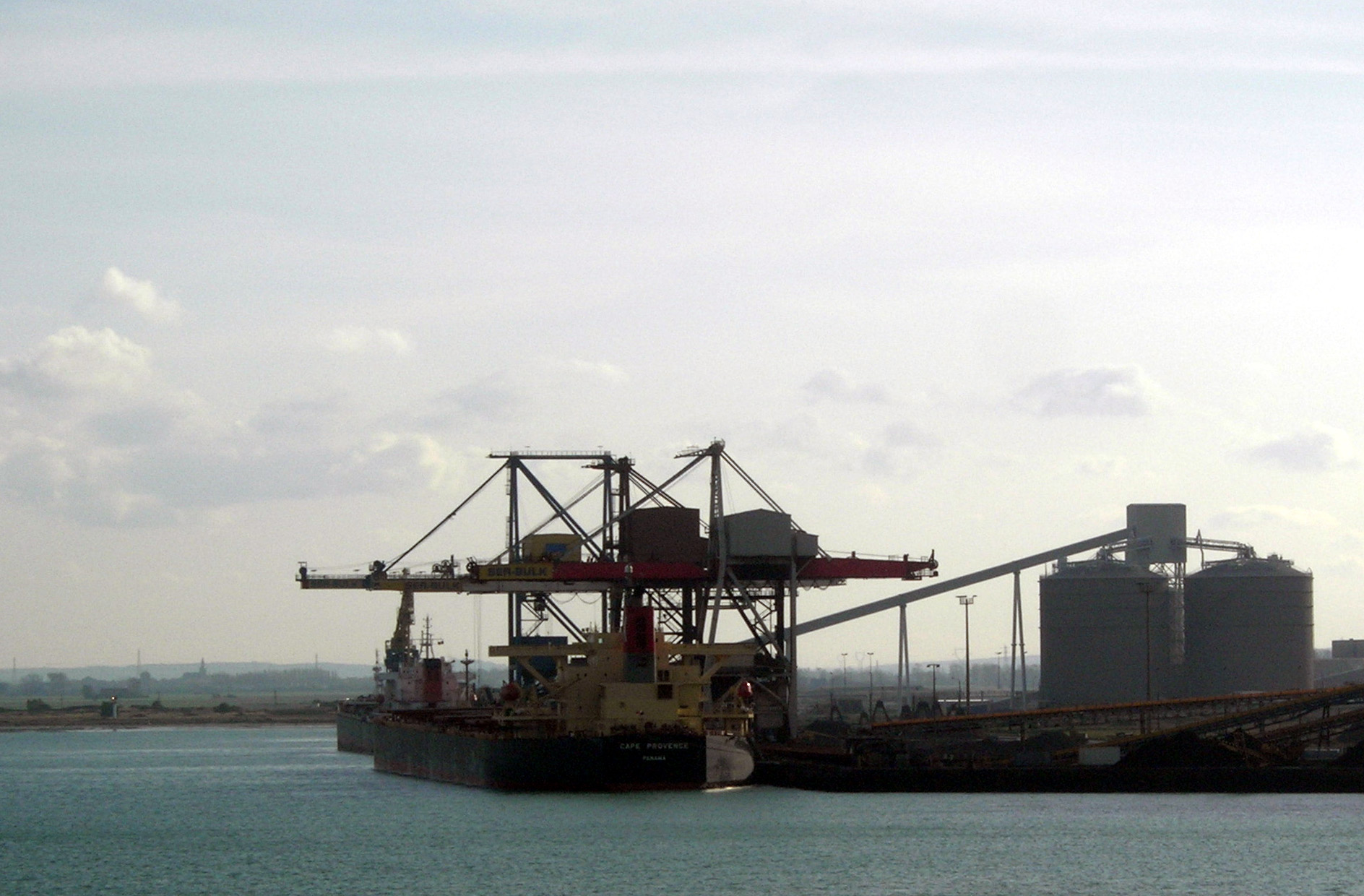
Судно класу Dunkirkmax у терміналі суховантажу в Дюнкерку.

Dunkirkmax (укр. Дюнкеркмакс) — належить до класу балкерів, розміри яких дозволяють їм заходити в порт Дюнкерк. Через цей порт проходить багато сипучих вантажів, у тому числі залізна руда, що транспортується рудовозами та розвантажується портальними платформами, призначена для металургійної промисловості.
Шлюзи в східній частині порту обмежують довжину 289 метрів і ширину 45 метрів, максимальний можливий дедвейт, становить близько 175000 DWT, або судна розміру Capesize.

## Дивись також
- MAN B&W.[недоступне посилання]